# Carlos Federico de Cléveris
Carlos Federico de Cléveris (Cléveris, 28 de abril de 1555 - Roma, 9 de febrero de 1575). Noble alemán, hijo del duque Guillermo V el Rico de Jülich-Cléveris-Berg y de la archiduquesa austriaca María de Habsburgo, hija del emperador Fernando I y Ana Jagellón de Hungría y Bohemia, hija del rey Vladislao II de Hungría.
Heredero de su padre, falleció en 1575 durante un viaje a Roma antes que su padre y sin descendencia. Su hermano Juan Guillermo de Cléveris tomó su lugar como sucesor.

## Monumento funerario
Carlos Federico fue enterrado en la Basílica de Santa María la Mayor, la iglesia en Roma del Sacro Imperio Romano de la nación alemana. Su magnífico monumento funerario fue diseñado por su tutor Pighius, y ejecutado por los escultores Nicolas Mostaert y Gillis van den Vliete. Muestra, entre otras cosas, una escena del Juicio Final que cita en unos de las figuras la estatua de Laocoonte y sus hijos descubierta en 1506. También incluye una estatua del Duque rezando de rodillas. Una segunda parte del monumento, con la presentación de la espada y el sombrero consagrados, cuelga ahora en el vestíbulo de la iglesia. La inscripción que allí figura dice que Carlos Federico tenía un precoz sentido de la piedad, era brillante a pesar de su juventud y sabía muchas cosas y muchos idiomas.
- Datos: Q319287